# Encarnación Díaz
General Encarnación Díaz fue un militar mexicano que participó en la Revolución mexicana y que fue apodado como el “Chon” Díaz.

## Inicios
Nació en el pueblo de [Mayanalán], Guerrero; de origen campesino. Desde un principio secundó el movimiento maderista: en febrero de 1911, como Capitán de Caballería, combatió y tomó la plaza de Huitzuco, Guerrero, colaborando con las tropas de Ambrosio Figueroa Mata; en marzo de ese año participó en la Toma de Tlaltizapán, y en mayo del año 1914 junto con los generales Jesús H. Salgado y Heliodoro Castillo ahora en contra del usurpador Victoriano Huerta hacen la toma de Iguala, Guerrero. Al triunfo del movimiento maderista, se licenció, regresando a su pueblo natal.

## Revolución Zapatista
Al promulgarse el Plan de Ayala se declaró partidario de Emiliano Zapata. En marzo de 1913 decidió seguir en armas, ahora contra Victoriano Huerta; asistió al Combate del Cerro del Jilguero y luego se mantuvo operando en la zona de Tepecoacuilco de Trujano, Guerrero. En Istola, Guerrero desarmó al teniente Coronel Juan Linares el 16 de mayo de ese mismo año y le recogió 800 carabinas con sus respectivas municiones. En los primeros días de 1914, sigue la lucha y asiste a la toma de Tixtla, Guerrero el 13 de febrero volvieron a atacar Chilapa y del 1 al 4 de marzo, sostuvo combates en el Río Mezcala contra las tropas Huertistas de Silvestre G. Mariscal. El 24 de marzo, ocupó la posición asignada por el General Emiliano Zapata para la Toma de Chilpancingo el 6 de abril combatió en el Tomatal y derrotó la columna del General Antonio G. Olea y en mayo del año 1914 junto con los generales Jesús H. Salgado y Heliodoro Castillo ahora en contra del usurpador Victoriano Huerta hacen la toma de Iguala, Guerrero.
En septiembre tomó la plaza de Olinalá, Guerrero. El 23 de marzo, realizó su mayor hazaña militar al principiar y sostener  el ataque que rompió la defensa de las fuerzas federales en Chilpancingo; así pudieron los zapatistas tomar la ciudad al día siguiente. Durante abril y agosto de 1914, operó en el estado de Morelos, participando en las tomas de Jojutla, Zacatepec y Cuernavaca.

## Muerte
En 1915, regresó a combatir al estado de Guerrero, pero el 13 de julio de 1916 murió en combate en Hueyitlapán, Guerrero, y fue sepultado en el pueblo de Mayanalán.